# Batalla de Ueno
La batalla de Ueno (Japonès:上野戦争) va ser una batalla de la Guerra Boshin, que va succeir el 4 de juliol de 1868 (Meiji 1, 15è dia del 5è mes), entre les tropes dels Shogitai sota Shibusawa Seiichiro i Amano Hachiro, i les tropes imperials "Kangun".

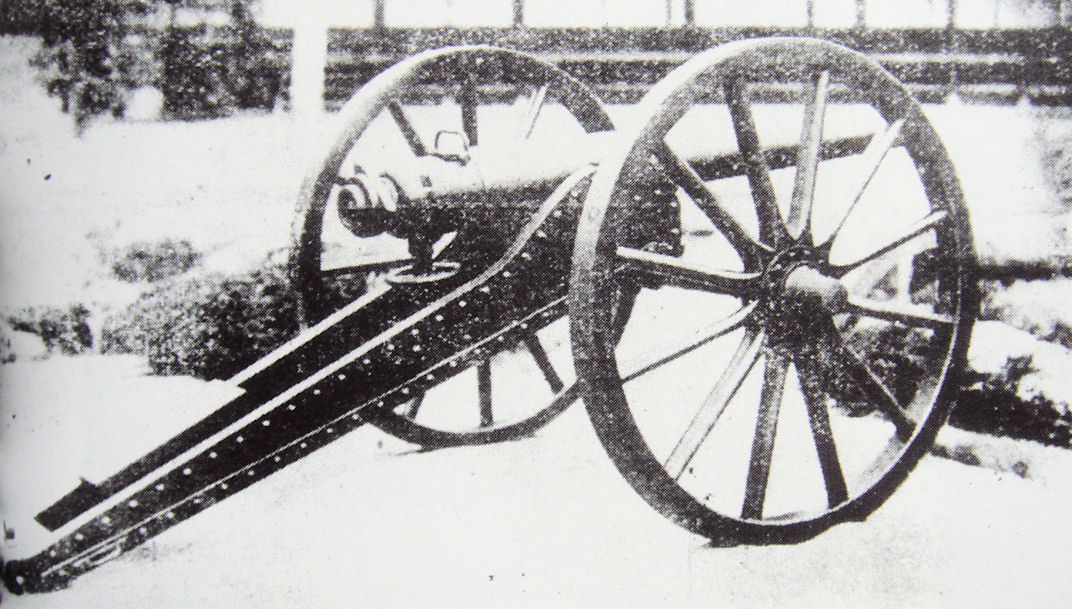
Canó Armstrong emprat per les tropes del Domini de Saga a la Batalla de Ueno contra els Shogitai del shogunat.

Tot i que els Shogitai constaven principalment de criats i residents de les províncies de la perifèria, alguns àmbits els van donar suport, com ara Takada han (província d'Echigo, 150.000 koku), Obama han (província de Wakasa, 103.000 koku), Takasaki han (província de Kōzuke, 52.000 koku), i Yūki han (província de Shimosa, 18.000 koku).
Al bàndol contrari hi havia les forces combinades dels dominis de Choshu, Omura, Sadowara, Hizen, Chikugo, Owari, Bizen, Tsu, Inaba i Higo, sota el comandament general d'Ōmura Masujirō, de Choshu.
Inicialment, Shibusawa i Amano tenien l'efectiu dels 2.000 homes dels Shogitai destinats a Ueno per protegir Tokugawa Yoshinobu, que estava en aquell moment en reclusió autoimposada al temple Kan'ei-ji de Ueno, així com al príncep Rinnōji no Miya Yoshihisa, que era l'abat del temple, i havia de ser el nou líder dinàstic de la resistència Tokugawa com a "Emperador Tobu".

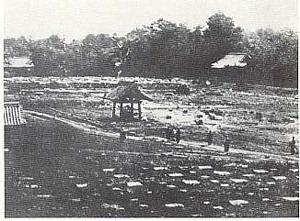
Devastació de Ueno després de la batalla. Fotografia de 1868.

Des de la seva base, els Shogitai havien estat pressionant a les tropes imperials, creant problemes a Edo, i forçant així que el bàndol imperial, tot i superat en nombre, entrés en acció.
Els Shogitai van ocupar posicions al voltant del Kan'ei-ji (寛永寺; un important temple de la família Tokugawa) i del proper santuari Nezu (根津神社). Quan va començar la batalla, les forces de Satsuma, liderades per Saigo Takamori, van atacar frontalment a la porta, però van ser aturats per les forces dels Shogitai, que eren superiors en nombre. Les forces de Satsuma van patir moltes baixes, fins que les forces de Choshu van aconseguir fer un segon atac des del darrere, que va desbloquejar l'empat tàctic. Mentre els Shogitai oferien una fèrria resistència, les tropes de Tosa també empraven canons Armstrong i fusells Snider, creant un efecte devastador, acabant així amb l'últim centre de resistència a Edo. Segons Saigo Takamori:
"Amb els nostres abundants preparatius vam acabar ràpid amb [l'enemic], i això és un plaer excepcional i extrem."
––Saigo Takamori
Rinnōji no Miya va escapar, arribant al vaixell de guerra d'Enomoto Takeaki Chogei-maru i desembarcant més al nord, a la costa del Pacífic. Es diu que Harada Sanosuke, dels Shinsengumi, es va unir als Shogitai i va morir poc després d'aquesta batalla. Es creu que van morir 300 Shogitai a la batalla, i mil cases van quedar cremades en els danys col·laterals.

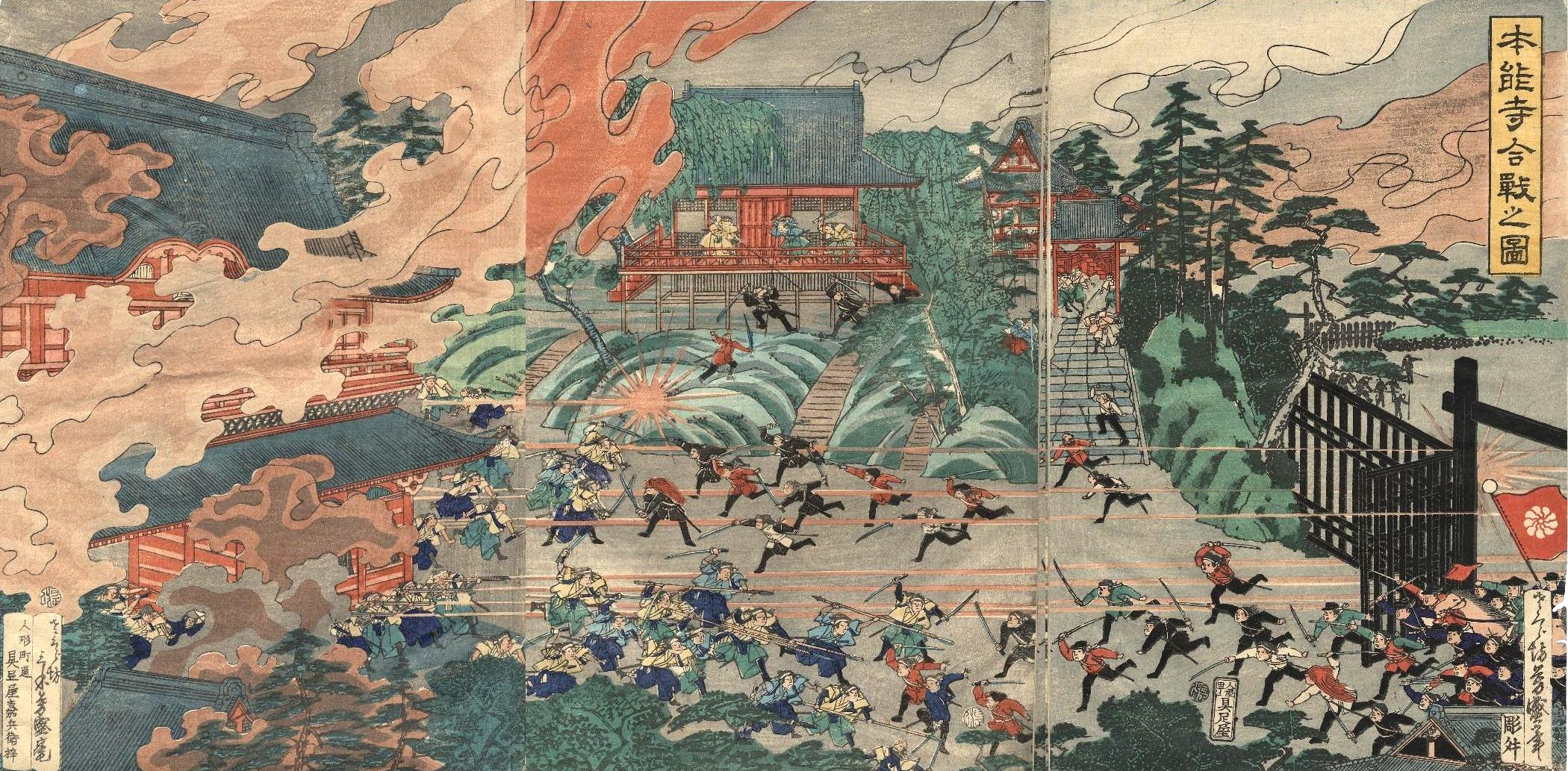
L'atac al temple Kan'eiji, anomenat aquí "L'atac d'Honnōji" (本能寺), a la Batalla de Ueno. Les tropes dels Shogitai (彰義隊) són a l'esquerra, amb abillaments samurais, i les tropes imperials amb uniformes moderns són a la dreta (les perruques "Ós vermell" (赤熊, Shaguma) indiquen els soldats de Tosa).

## Notes

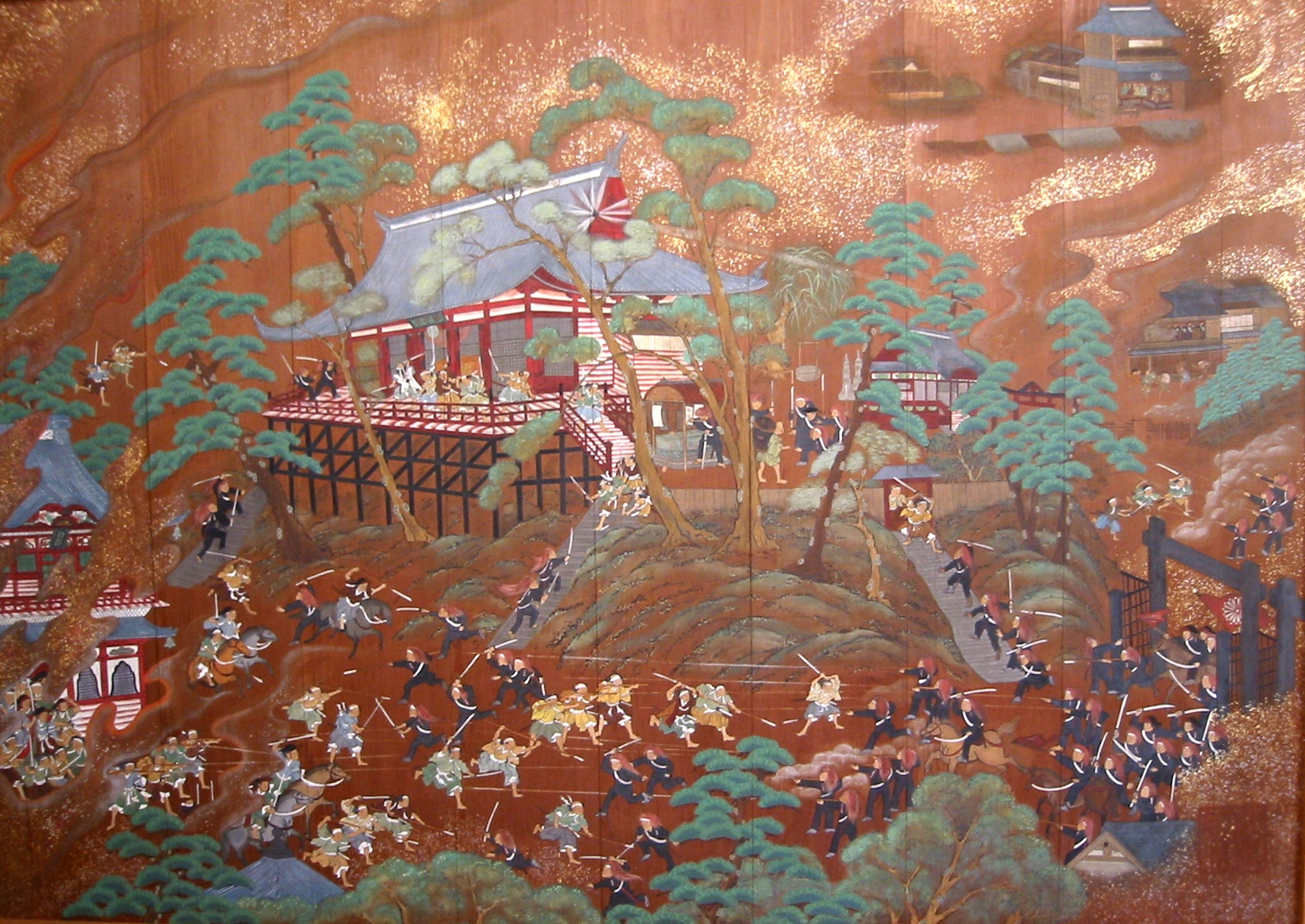
Representació de la batalla de Ueno al temple Kan'eiji.